# Rio Chico (departamento de Tucumã)
Rio Chico (em castelhano: Río Chico) é um departamento da Argentina, localizado na província de Tucumã.